# Сусский, Владимир Николаевич
Владимир Николаевич Сусский — советский хозяйственный и государственный деятель, лауреат Государственной премии СССР за выдающиеся достижения в труде.

## Биография
Родился в 1932 году в Киеве. Член КПСС.
Окончил Таллинский рыболовный техникум, Калининградский институт рыбного хозяйства.
В 1957—1998 — капитан стального тралового бота, капитан ряда рыболовных судов, капитан-директор рыболовного траулера-морозильщика типа «Суператлантик» «Цветково», капитан-наставник Эстонского производственного объединения рыбной промышленности, мастер производственного объединения/фирмы «Коралл».
Заслуженный рыбак Эстонской ССР.
За большой личный вклад в дело увеличения выпуска и улучшения качества продуктов питания был в составе коллектива удостоен Государственной премии СССР за выдающиеся достижения в труде 1982 года.
Умер в 1998 году в Таллине.

## Награды
- Орден Ленина
- Орден Трудового Красного Знамени